# 부탄 프리미어리그
부탄 프리미어리그는 부탄의 최상위 축구 리그로 2018 시즌까지는 부탄 내셔널리그라는 이름으로 치러진 뒤 2019 시즌부로 부탄 프리미어리그로 이름이 변경되었으며 우승팀에게는 AFC 챌린지리그 출전권이 주어지는 반면 하위 2팀은 부탄 프리미어리그 예선으로 강등된다.

## 참가팀 (2024 시즌)
- BFF 아카데미 U-19
- 다가 유나이티드
- 파로 FC
- 푼촐링 히어로즈
- RTC FC
- 삼체 FC
- 텐숭 FC
- 팀부 시티
- 트랜스포트 유나이티드
- 치랑 FC

## 시즌별 우승팀
- 2012-13: 이진 FC
- 2013: 우겐 아카데미 FC
- 2014: 드룩 유나이티드 FC
- 2015: FC 테르톤
- 2016: 팀부 시티 FC
- 2017: 트랜스포트 유나이티드 FC
- 2018: 트랜스포트 유나이티드 FC
- 2019: 파로 FC
- 2020: 팀부 시티 FC
- 2021~2024: 파로 FC

## 같이 보기
- 부탄 슈퍼리그